# Вдоль по Питерской
«Вдоль по Пи́терской» — русская песня, созданная Фёдором Ивановичем Шаляпиным на основе народных песен, и ставшая всемирно известной в его исполнении, а позже — ансамбля имени Александрова.

## История песни
Песня имеет фольклорные истоки. Она представляет собой композицию из двух контрастных мелодий. В тексте соединены фрагменты трёх произведений: ямщицкая песня «Вдоль по Питерской», плясовые «Во пиру я была» и «Кумушка». Варианты этих песен встречаются в публикациях разных лет, начиная с XIX века и по настоящее время. При этом народная песня «Вдоль по Питерской» со словами

Как по Питерской по дороженьке,

По Тверской-Ямской, по Коломенской,

Едет мой милой мил на троечке,

Мил на троечке с колокольчиком,

С колокольчиком, со бубенчиком.
является поздней городской ямщицкой редакцей, тогда как в ранней деревенской версии она начиналась словами:

Не сиди, девушка, поздно вечером,

Ты не жги, не жги восковой свечи,

Восковой свечи, воску ярова,

Ты не жди, не жди дорога гостя,

Дорога гостя, дружка милова!
Песня стала исполняться Шаляпиным только в зарубежный период. Обработка песни была сделана для Шаляпина его концертмейстером Ф. Ф. Кенеманом, который гастролировал с ним в 1924 году по Америке. Песня впервые записана на пластинку в Лондоне 11 июля 1924 года на фирме «Хиз Мастерс Войс» с симфоническим оркестром под управлением Юджина Гуссена. После этой записи песня и стала регулярно звучать в концертах Шаляпина.

## Место действия песни

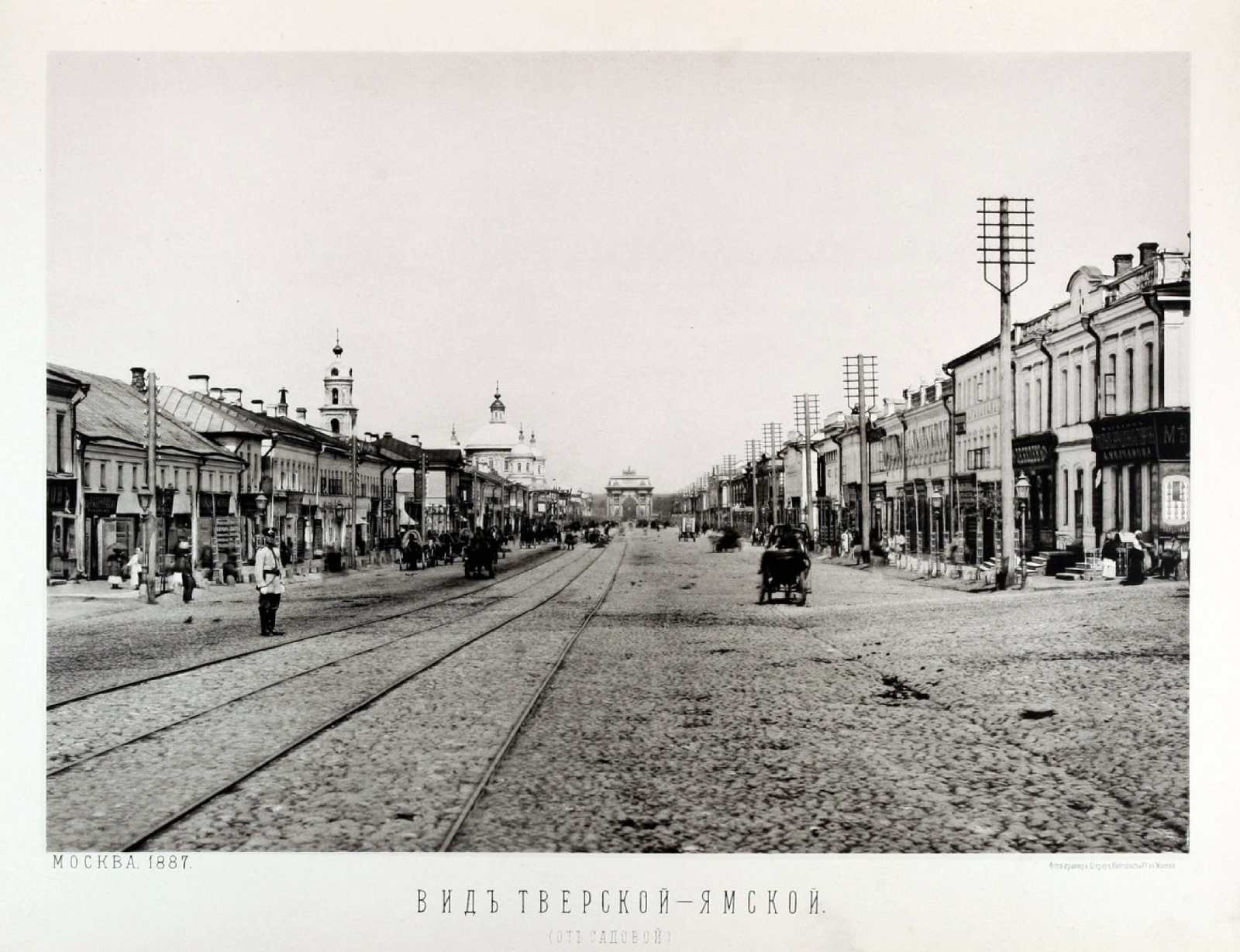
Тверская-Ямская улица в Москве конца XIX века

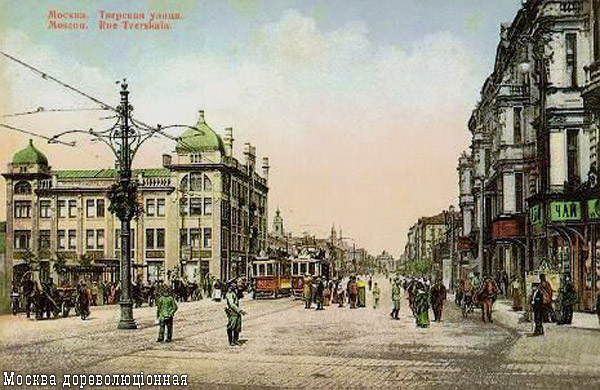
Вид на Тверскую-Ямскую улицу на открытке начала XX века

Писатель и журналист Владимир Алексеевич Гиляровский, создавший «энциклопедию московской жизни конца XIX — начала XX веков», на страницах своего издания вспоминает:

В то время все пространство между Садовой и Тверской заставой считалось ещё Ямской слободой. Предки Ермака были искони ямщики, и дом их сгорел в тот же день, когда Наполеон бежал из Москвы через Тверскую заставу. Ермак помнил этот дом хорошо, и когда по моей просьбе он рассказывал о прошлом, <…> время от времени затягивал свою любимую песню:

— Как по Питерской, по Тверской-Ямской…

Вот из этих-то рассказов-воспоминаний друга я нарисовал себе прошлое Тверской заставы.

Движение было большое, особенно было оно в начале зимы, по снегу, когда помещики приезжали проводить зиму в Москве. За дормезами и возками цугом тащились целые обозы богатых помещиков, а небогатые тоже тянулись за ними <…>.

И вижу я, слушая эти рассказы, вереницы ожидающих очереди через шлагбаум, как наконец тому или другому проезжающему, по чинам и званиям, давался пропуск, и с крыльца кордегардии унтер командовал инвалиду шлагбаума:

— Подвысь!..

Инвалид гремел цепью шлагбаума. Пестрое бревно «подвешивалось» и снова за пропущенным опускалось до нового:

— Подвысь!..

Но вот заливается по Питерской дороге курьерский колокольчик — все приходит в движение. Освобождают правую часть дороги, и бешено несется курьерская или фельдъегерская тройка. Инвалид не ждет команды «подвысь!», а, подняв бревно, вытягивается во фрунт. Он знает, что это или фельдъегерь, или курьер, или государственного преступника везут…

Все остальные обязаны были подвязывать колокольчик, не доезжая до Москвы.

Особенно много троек летело из Питера в Сибирь <…>.

И долго-долго, до тех пор, пока не выстроили Николаевскую железную дорогу, он [Ермак] лихо правил курьерскими тройками, а потом по Садовой и по Владимирке до первой станции, ближе к разбойничьим Гуслицам.

 По Тверской-Ямской

 С колокольчиком…
— Гиляровский В. Москва и москвичи… — С. 452—454

## Исполнители
В разное время с песней выступали Фёдор Шаляпин, Сергей Лемешев, ансамбль им. Александрова, Леонид Харитонов, Виктор Беседин, Юрий Гуляев, Муслим Магомаев, Ренат Ибрагимов, Владимир Маторин, Дмитрий Хворостовский.
В фильме «Приходите завтра…» песню исполняет героиня Екатерины Савиновой — Фрося Бурлакова.
В фильме «Беспредел» используется фрагмент песни в исполнении Иосифа Кобзона.

## Из истории фразы, давшей название песне
Как отмечают некоторые исследователи, со слов «Вдоль по Питерской» начиналась одноимённая старинная солдатская песня.
Сама фраза стала крылатой и может использоваться в обиходной речи со значением «на виду у всех (пройти, проехать, пронестись)». Выражение встречается в тексте песни А. Пахмутовой и Н. Добронравова «Знаете, каким он парнем был», посвящённой Юрию Гагарину.

## Цитаты в музыке
На мелодии песни основана тема в «Вариациях на тему рококо» П. И. Чайковского.
И. Ф. Стравинский использовал тему песни в четвёртой картине балета «Петрушка».
Обработка для оркестра русских народных инструментов принадлежит П. Н. Триодину (1946).

## Отзывы и критика

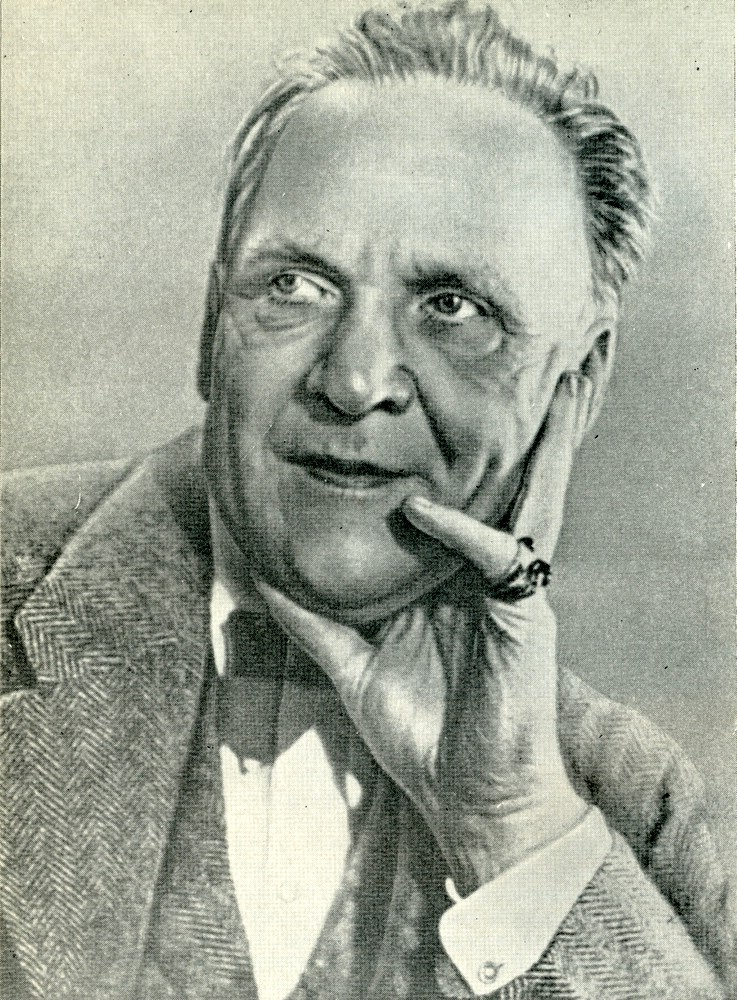
Ф. И. Шаляпин (1937—38)

В своих мемуарах Ф. И. Шаляпин так отозвался о народной песне:

…не все грустно на бесконечных российских полянах <…>. А если это так, то как же не зарядиться на тройке и не запеть?

Эх, вдоль по Питерской!..

И как же не улыбнуться до ушей над кумом, который куме от сердца притащил судака:

Чтобы юшка была,

А чтобы с юшечкой

И петрушечка,

А с петрушечкой

Целовала чтоб покрепче

Мила душечка.